# Séléniure de cuivre(II)
Le séléniure de cuivre(II) est le séléniure de cuivre dans lequel le cuivre a le nombre d'oxydation +II, de formule CuSe.

## Occurrence naturelle
Le séléniure de cuivre(II) est naturellement présent sous la forme du minéral klockmannite.

## Préparation
Le séléniure de cuivre(II) peut être obtenu par décomposition péritectique du séléniure de cuivre(I) CuSe2 (minéral krutaïte).

## Propriétés
Le séléniure de cuivre(II) est un solide noir insoluble dans l’eau. Il est soluble dans l'acide chlorhydrique en formant du séléniure d'hydrogène et soluble dans l’acide sulfurique en formant du dioxyde de soufre. Il est oxydé en sélénite de cuivre(II) CuSeO3 par l'acide nitrique. Le séléniure de cuivre(II) existe sous trois formes cristallines. La forme α présente à température ambiante possède une structure cristalline hexagonale de type Klockmannite de groupe d'espace P63/mmc (n° 194) et est isotype avec le sulfure de cuivre(II), la forme β disponible à partir de 51 °C possède une structure cristalline orthorhombique et la forme γ, disponible à partir de 157 °C, à nouveau une structure cristalline hexagonale de groupe d'espace P 63/mmc (n° 194).

## Utilisation
Le séléniure de cuivre (II) est utilisé comme semi-conducteur et catalyseur pour la méthode de Kjeldahl.